# Universidade Aberta de Israel

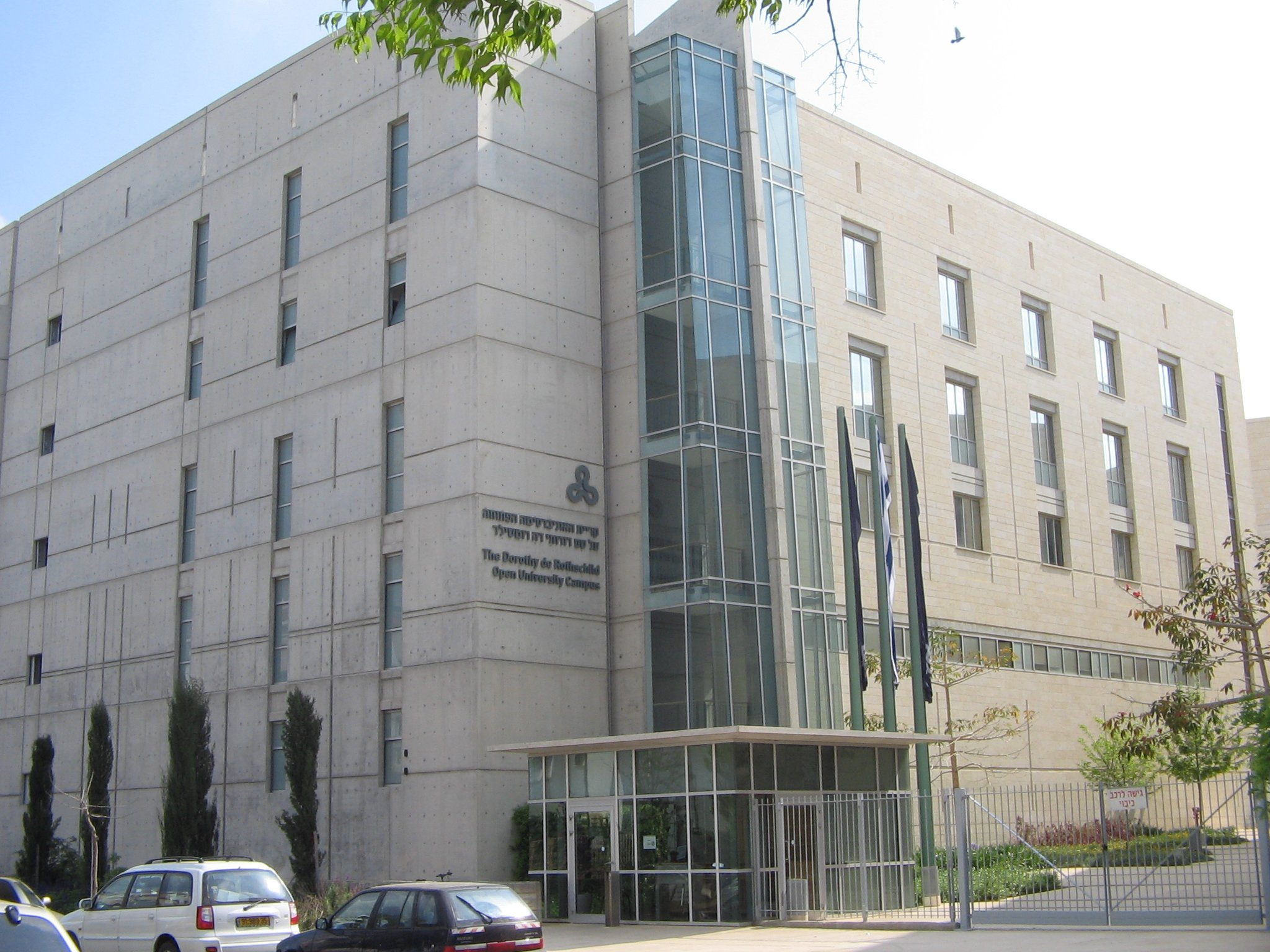

A Universidade Aberta de Israel (האוניברסיטה הפתוחה) é uma universidade de aprendizagem à distância em Israel. Foi planejada em 1971, modelada a partir da The Open University. O primeiro semestre de estudos teve início a 17 de Outubro de 1976. Em 1980, a Universidade Aberta foi oficialmente reconhecida como um instituto de ensino superior em Israel, e foi-lhe concedido o direito de fornecer o grau de bacharelato. Em 1982, 41 alunos receberam diplomas de bacharelato na primeira cerimónia de atribuição de diplomas desta instituição. Desde então a universidade tem vindo a crescer. Em 1987 tinha 11.000 alunos e 180 cursos. Em 1993 tinha 20.000 alunos, 300 cursos e 405 novos graduados. Em 2002 tinha 36.710 alunos matriculados. Até 2003, mais de 13.000 pessoas tinham-se graduado pela universidade.
Em 1995, a Universidade também começou um programa de mestrados. Não oferece no entanto doutoramentos.

## Artigos relacionados
- Lista de universidades em Israel